# 米拉丰特斯
米拉丰特斯（西班牙語：Mirafuentes）是西班牙纳瓦拉的一个市镇。总面积3平方公里，总人口55人（2001年），人口密度18人/平方公里。